# 茵坦·努特加亞
茵坦·努特加亞（印尼語：Intan Nurtjahja，1947年—），是一名已退役印尼女子羽球運動員。
茵坦代表印尼參加1972年優霸盃，在對陣日本隊的決賽中，她同時出賽單、雙打。她以第三單打身份擊敗高坂薰，比數為11:9、7:11、11:3。然而，那也是全隊唯一的勝點。她與芮吉娜·馬斯里搭檔的雙打，先以5:15、15:11、7:15輸給竹中悅子/相澤マチ子組合，再以兩個8:15輸給中山紀子/湯木博惠組合。最終，印尼隊以1-6敗陣而獲得亞軍。
在個人項目中，她在1971年與芮特諾·庫斯蒂加一起奪得亞洲羽球錦標賽女子雙打冠軍。